# Robert Capa
Robert Capa (Budapest, Hongria, 22 d'octubre de 1913 - Thai Binh, Vietnam, 25 de maig de 1954), és el pseudònim que representa la parella de fotògrafs Endre Ernő Friedmann i Gerda Taro. Van ser uns dels fotògrafs dels corresponsals de la guerra més famosos del segle xx. El soldat caigut (1936), La batalla del riu Segre (1938) i Refugiats de Barcelona (1939) centren la seva crònica de la guerra civil espanyola. Xina (1938) documenta el conflicte sinojaponès i, finalment, El Dia D (1944) i Alliberament de Leipzig (1945) presenten les seves fotografies de la Segona Guerra Mundial.
Robert Capa és un dels fotógrafs més prestigiosos i reconeguts del segle XX i membre fundador de l'agencia fotogràfica Magnum. Especialitzat en fotoperiodisme, és reconegut mundialment pel seu talent de combinar a la perfecció els trets d'un gran periodista i la visió d'un gran artista. Més de 70.000 són els fotogrames que conformen la seava carrera professional al llarg d'un període de 22 anys (1932 - 1954). Aquests constitueixen una documentació sense precedents que dona testimoni a alguns dels fets bèl·lics més importants del segle xx.

## Biografia
Robert Capa (de nom real Endre Ernö Friedmann) era natural de Budapest, Hongria, on formava part d'una família jueva. La seva mare era modista i el seu pare un pensador intel·lectual. Com que sa mare es va veure obligada a instal·lar un taller a casa a causa de la gran depressió de 1929, Ernest voltava pels carrers de la ciutat, i així va ser com va conèixer Eva Besnyo, que el va iniciar en l'art de la fotografia. Més tard, quan va complir la majoria d'edat, es va veure obligat a sortir del país, com molts altres joves del moment, pressionat per la falta d'un govern democràtic i socialista.
Després de passar per alemanya, va anar a parar a París, on va trobar una bona feina de reporter, per fotografiar les revoltes i mobilitzacions del front popular.
Aproximadament l'any 1934, intentant fugir del nazisme, coneix la fotògrafa alemanya Gerda Taro, qui més tard esdevindria la seva companya sentimental i professional. En veure que les seves fotos acostumaven a ser refusades, s'inventen el pseudònim “Robert Capa”, un suposat fotògraf americà. D'aquí ve la polèmica de qui dels dos va ser l'autor d'algunes de les seves obres més famoses.
L'any 1947, després de la mort de Taro, en Friedmann va fundar, amb l'ajut de Henri Cartier-Bresson, Rodger, Vandivert i David Seymour, la prestigiosa agència fotogràfica Magnum Photos, que s'ha mantingut fins a l'actualitat. Allà va fer una gran feina fotogràfica, i no tan sols d'escenaris de guerra sinó també en el camp artístic, on tenia grans amistats com Pablo Picasso, Ernest Hemingway o John Steinbeck.
Tots els seus amics, els qui havien convertit una partida de pòquer o havien pres una copa amb ell foren retratats. Entre aquests hi havia un grup íntim amb gent com Ernest Hemingway, John Steinbeck, Irwin Shaw, el columnista Art Buchwald, el guionista Peter Viertel i els cineastes John Huston i Anatole Litvak. Pablo Picasso i Françoise Gilot eren també molt bons amics de Capa.

### La Guerra Civil espanyola

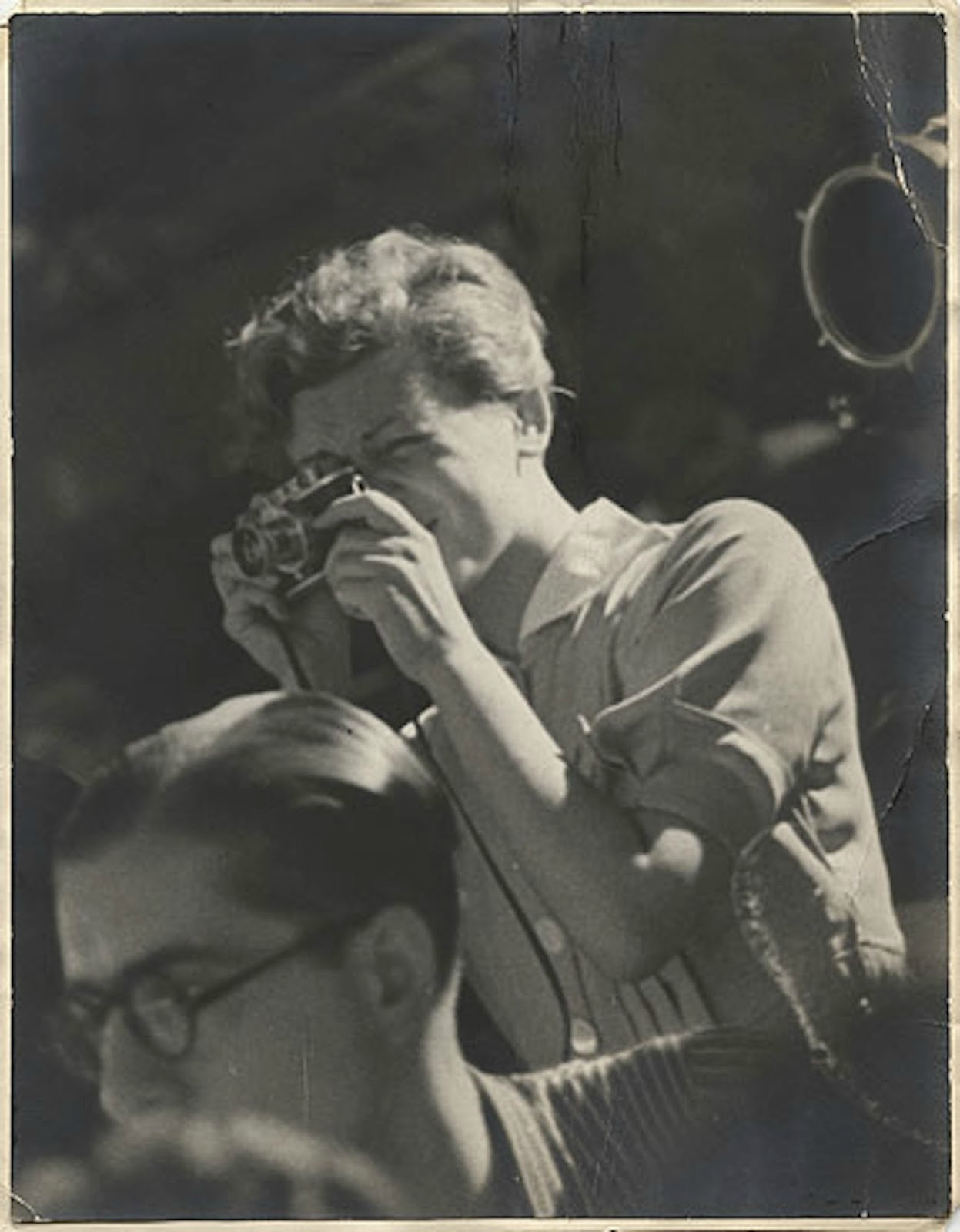
Gerda Taro

Quan va esclatar la Guerra Civil espanyola el juliol de 1936, Robert i Gerda decidiren viatjar a Espanya per cobrir els fets. Des del cantó republicà, van ésser presents des de les primeres batalles a Madrid fins a la retirada a Catalunya. Durant la retirada de l'exèrcit republicà a la batalla de Brunete, el 1937, Gerda Taro va morir quan el cotxe on viatjava frenà bruscament per evitar xocar contra un tanc. Ella sortí volant per després ser atropellada per aquell mateix tanc. Mentrestant, Ernest estava fotografiant la invasió japonesa de la Xina, ja en el pròleg de la segona guerra mundial, en la qual va ésser present en fets tant rellevants com el desembarcament de Normandia o l'alliberament de París, entre d'altres.
Les fotografies de Capa de seguida tingueren ressò, de manera que l'editor Lucien Vogel els contractà per cobrir la Guerra Civil espanyola. Capa i Taro entraren a Espanya amb les Brigades Internacionals.
El seu reportatge fou molt extens: Bilbao, l'ofensiva sobre Terol, la defensa de Madrid, el front d'Aragó, etc. En destaca la fotografia d'un milicià republicà que fou mort d'un tret al cap. El 26 de juliol de 1937, en un tràgic accident, Gerda Taro moria atropellada per un tanc republicà. Al final de 1938, va tornar a Espanya i va cobrir l'entrada de les tropes franquistes a Catalunya, l'evacuació i els últims bombardeigs a Barcelona i el camp de refugiats republicans a Argelers.
"El 5 de desembre de 1936, Capa i Gerda Tano estaven al poble de Cerro Murriano, a 12 kilòmetres de Córdoba. Aquell matí els milicians de la Confederació Nacional de Treball (CNT) van llençar una ofensiva en direcció a Córdoba. Durant aquell dia, Capa va fotografiar la mort d'un milicià republicà anomenat Federico Borrell García. La fotografia, titulada 'Mort d'un milicià', està universalment considerada com una de les millors fotografies mai fetes."

### El període entre guerres
Capa (ara només en Friedmann), deixaria Espanya amb el regust de la mort de la seva promesa i la retirada de les Brigades Internacionals i marxà a Nova York a visitar la seva família. Després, se n'anà a la Xina a cobrir la invasió japonesa. Al final de 1938 va tornar breument a Espanya, i a l'octubre de 1939, quan tornà a Nova York fou contractat per la revista Life per cobrir molts reportatges. De totes maneres, els reportatges que li demanaren eren avorrits per Capa, fins que el 1940, la revista l'envià a Mèxic durant 6 mesos per cobrir les eleccions presidencials i nacionals. El 7 de juliol de 1940, Capa va arribar a un col·legi electoral on immortalitzaria la lluita per aconseguir una urna. A la tarda, Capa realitzava un sensacional reportatge sobre una gran manifestació del partit opositor que fou reprimida per fanàtics del partit governamental que havia guanyat les eleccions i que obriren foc contra els manifestants.

### La II Guerra Mundial
Quan va esclatar la Segona Guerra Mundial, Capa s'enrolaria el 1943 a l'exèrcit dels EUA. Com a periodista va poder cobrir els principals esdeveniments d'aquella guerra. Abans, però, passaria un temps a Londres on recolliria el patiment de la ciutat davant els atacs de la Luftwaffe i l'atac al nord d'Àfrica de les tropes aliades.

#### A Itàlia, el 1943-1944
L'estiu del 1943, Capa fotografia la presa de Sicília, compartint jeep amb John Hersey guanyador d'un Premi Pulitzer. Després, als afores de Troina, a dalt d'un turó que les tropes alemanyes havien rodejat com a arma defensiva, Capa es trobaria amb un vell amic d'Espanya, Herbert Matthews amb qui havia coincidit a Terol.
Després de Sicília, Capa seguí fins a Nàpols on retratà, segons ell, la imatge que millor reflectia la victòria aliada, la de les mares de vint partisans durant el seu funeral.

#### A França el 1944
El 6 de juny de 1944 Capa va desembarcar amb les tropes amfíbies de les Forces Armades dels EUA a la platja d'Omaha. Això li va permetre fotografiar l'entrada de les tropes aliades a les platges de Normandia a la sèrie coneguda com a Les onze magnífiques. Curiosament, la gran majoria de les fotografies sortiren mogudes quan Life les publicà. Segons la revista la intensa emoció de Capa portà al fotògraf a moure la màquina. La realitat fou que un treballador ansiós de l'oficina londinenca Time Inc va arruïnar tota la feina feta a l'augmentar la temperatura del gabinet d'assecat.
Junt amb Ernest Hemingway, Capa va acompanyar les tropes motoritzades per Normandia, fins al Mont Saint-Michel i des d'allí als afores de Paris. El 25 d'agost de 1944, Capa faria un excel·lent reportatge de l'alliberament de la ciutat de la llum. La benvinguda que rebé fou banyada amb xampany a tots els llocs on ell solia estar quan vivia a Paris. Aviat, es mudà a una petita habitació de luxós Hotel Lancaster que seria la base de les seves operacions per la resta de la seva vida.

#### Alemanya, 1945
A la fi de la segona guerra mundial el 1945, Capa es llença en paracaigudes sobre Alemanya amb les tropes dels Estats Units d'Amèrica. Tingué la sort de caure en un camp, ja que molts companys seus moririen tirotejats quan intentaven desenredar els paracaigudes dels arbres o per la trencadissa dels planadors en aterrar.
La unitat de Capa salvaria i faria presonera una unitat alemanya i a diferents civils que vivien en edificis en flames prop d'on havien caigut ells. Capa explicaria que, a mesura que capturaven a soldats alemanys aquest sempre asseguraven que «Tenien cosins a Filadèlfia». Unes setmanes després Capa arribava a Leipzig on immortalitza la mort d'un caporal que disparava des d'un balcó quan fou mort per la bala d'un franctirador. A les poques hores, Alemanya es rendia. Capa sempre es va referir a ell com l'últim home en morir.

### Israel, 1948-1950
Capa va visitar Tel-Aviv el 14 de maig de 1948 amb motiu de la declaració oficial de la fundació de l'estat d'Israel i va restar a la nova nació durant 6 setmanes per realitzar el reportatge de la guerra de la independència contra els veïns àrabs.
Capa va escriure que l'exèrcit israelià li recordava l'exèrcit republicà espanyol al començament de la Guerra Civil: «[…] El mateix entusiasme, les mateixes diferències polítiques, professionals i generacionals[...]».
Capa va documentar la construcció d'un camí d'emergència a Jerusalem per a refugiats i la treva de 4 setmanes que va començar l'11 de juny, així com quan l'extrema dreta israeliana la va posar en risc al descarregar el 22 de juny. Durant aquest incident, Capa fou ferit.
Durant els seus dos viatges següents a Israel, l'any 1949 i 1950, Capa es va centrar especialment en les condicions dels refugiats que arribaven al país sols per a ser enviats a grans campaments fins que se'ls trobés llar i feina.

### Japó, 1954
Quan Capa vivia a París als anys 30, dos dels seus millors amics eren uns cineastes japonesos. Tot i la guerra mundial mantingueren l'amistat amb Capa i això permeté que Capa fos enviat al Japó per fer un reportatge sobre els costums de vida del país.

### Indoxina, 1954
L'any 1946, els comunistes vietnamites i els nacionalistes (el Vietminh) començaren una guerra contra els colonitzadors francesos. La guerra va arribar al seu clímax el mes de març de 1954, quan 50.000 soldats del Vietminh rodejaren una guarnició de 13.000 soldats a Dienbienphu. Després d'haver passat tan sols tres setmanes de les sis setmanes que havia previst, Capa va acceptar rellevar el fotògraf de la revista Life al Vietnam.
L'any 1954 va rebre una proposta de la revista Life per substituir a un altre fotògraf al Vietnam, durant la primera guerra d'Indochina. El 7 de maig, un o dos dies abans d'arribar a Hanoi, Dienbienphu va caure en mans de Vietminh. Capa es dirigeix aleshores a Luang Prabang, al nord de Laos, quan el Vietnimh va anunciar que alliberaria a 750 soldats malferits entre els milers que tenien presoners a Dienbienphu. La matinada del 25 de maig d'aquell mateix any, mentre acompanyava una expedició de l'exèrcit francès a Thai Binh i quan va provar de repetir una fotografia, trepitjà una mina sense adonar-se'n i morí, acabant així una vida reeixida en la qual sempre va fer honor a la famosa frase que hom li atribueix:
| «              | Si la teva fotografia no és prou bona és perquè no t'has apropat prou a l'objectiu | » |
| — Robert Cappa |                                                                                    |   |